# Janet Mills
Janet Trafton Mills (Farmington, Maine, 30 de diciembre de 1947) es una abogada y política estadounidense, miembro del Partido Demócrata. Desde 2019 se desempeña como gobernadora de Maine.

## Biografía
Nació el 30 de diciembre de 1947 en Farmington, tercera hija de Sumner Peter Mills Jr y nieta de Margaret Chase Smith. Asistió al Colby College y en 1967 se mudó a San Francisco, para posteriormente mudarse a Boston, donde trabajo como asistente de enfermería y estudió en la Universidad de Massachusetts, en 1974 se inscribió a la facultad de leyes de la Universidad de Maine, de donde se graduó en 1976. Cofundó Maine Women´s Lobby y fue elegida en su junta directiva en 1998.

## Carrera política
Asumió como fiscal general de Maine el 6 de enero de 2009, convirtiéndose en la primera mujer en Nueva Inglaterra en ostentar dicho puesto. En enero de 2011 fue elegida como vicepresidenta del Partido Demócrata de Maine. El 7 de enero de 2013 regresó a su cargo como fiscala general.
En las elecciones estatales de Maine de 2018 derrotó al empresario Shawn Moody y se convirtió en la primera mujer en ocupar el cargo de gobernadora del estado.